# Хелена Железни-Шолц
Хелена Железни, такође позната у Европи као Хелена Железни-Шолц, Хелена Шолц, Хелена Шолц-Железни или Хелена Шолцова-Железна (16. август 1882 − 18. фебруар 1974. године), била је чешка вајарка и архитектонски скулптор. Била је утицајна личност у уметности скулптуре северне Моравске и Шлеске крајем деветнаестог и почетком двадесетог века. Железна је створила извајане портрете, укључујући портрете чланова породице Хабзбург, грофа Франца Конрада фон Хецендорфа, леди Сибил Грахамове, Бенита Мусолинија и Томаша Масарика (1932) са којима је била у блиским односима. Железна је такође позната и као италијанска вајарка јер је много година живела и радила у Риму.

## Живот
Железна је рођена у Хропињу у Чешкој, а одрасла је у селу Требовице, које је данас део града Остраве у Аустријској Шлеској. Њена мајка је била немачка списатељица и песникиња грофица, Марија Стона, а њен деда индустријски менаџер и предузетник Алојз Шолц. Железна је детињство провела у породичном замку у власништву њене мајке. Стона је често примала интелектуалне и креативне личности из целе Европе. Железна је постала вишејезична, говорила је енглески, италијански, француски и немачки језик.
Железна је студирала цртање у Бечу и Дрездену. Студирала је вајарство у Берлину код Фрица Хајнемана, и у Бриселу четири године где јој је учитељ био Чарлс ван дер Стапен. 1912. године у Острави, Железна је приредила изложбу ван дер Стапенових дела. После годину дана студија у Паризу, Железна се преселила у Фиренцу, Италија. Од 1909. до 1913. Железна је студирала код швајцарског уметника Аугуста Ђакометија и путовала са њим у Швајцарску. Железна је такође била у редовном контакту са уметницима као што су Ханс Кестранек, Едвард Гордон Крег и Јулијус Ролсховен.
1913. Железна је путовала у Тунис са Георгом Брандесом. Током боравка тамо посетила је хареме и упознала се са њиховим становницима и обичајима. Приказала их је у свом вајарском делу. 1914. године, по избијању Првог светског рата, Железна се преселила у Беч. Била је ангажована за вајање портрета чланова хабзбуршке царске породице, укључујући принцезу Циту од Бурбон-Парме. У овом периоду Железна се удала. После рата, 1919, Железна се вратила у Италију; у Фиренцу а касније у Рим. Тамо је подучавала децу вајарству.
Од 1922. године, па све до своје смрти 1974. године, Железна је држала атеље у улици Виа Маргута 54, где је одржавала редовне часове ликовне културе. Лето је обично проводила у Чехословачкој. Студио у улици Виа Маргута 54 саградио је маркиз Фране Петрић 1855. године. Изградио је палату са становима у којима су уметници могли да живе и раде. Пабло Пикасо, Игор Стравински и Ђакомо Пучини произвели су нека од својих највећих дела у овим студијима почетком 1900-их. Године 1934. Железна је изложила своје радове у Жан Шарпентијеовој галерији, представљајући скулпторску групу Радни дани и празници. После Другог светског рата, Железна је желела да поклони породични дворац у Требовицама чехословачкој влади као центар за младе уметнике. То се није догодило и крајем педесетих година зграда је била у рушевинама.
Од 1946. до 1949. године, Железна је живела у Сједињеним Државама где је предавала мешовите медије у институцијама у Филаделфији и око ње, попут Музеја уметности у Филаделфији и колеџа Свартмор.
Железна је умрла у Риму 1974. године и сахрањена је на протестантском гробљу.

## Радови
Дела Железне обухватају више од 300 скулптуралних портрета као што су бисте, рељефи и статуете од мермера, бронзе и теракоте.
Њена дела су била изложена у Берлину и Бечу 1907. године, у Риму 1925. године и у галерији Дорија Пампхиљ 1932. године, такође и у Паризу.
Неколико дела Железне уништено је током Другог светског рата. Један је био велики централни олтар који је представљао живот Хедвиге Шлеске у цркви посвећеној тој светици у Опави, у Чешкој Шлеској.
1973. Железна је написала књигу Моји драги ученици, која приказује рад неких њених ученика. Железна је у једном тренутку добила налог да изради споменик погинулима у Првом светском рату.
Дела Железне уређена су у сталној колекцији замка Храдец на Моравици, Шлеском музеју (Опава), Галерији ликовних уметности Музеја ликовних уметности  Архивирано на веб-сајту  (30. април 2009) у Острави и Националној галерији у Прагу. Њени рељефи су у цркви Свете Хедвиге у Опави.

## Одабрани радови
- Замишљени (1906), бронза, дворац Радун
- Меланхолија (1906), бронза, дворац Радун
- Алегорија драме и музике (1907), градско позориште у Моравској Острави (уништено)
- Алегорија туге (1909), гробница Алојза Шозеса, Грац
- Чарлс ван дер Стапен (1909), мала статуета
- Георг Брандес (1913), две мале статуете и биста, Тунис
- Алегорија правде (1914), зграда суда, Фриштат
- Extra Ausgabe (1915), бронзана фигурална група
- Словачка породица (1923), бронза, дворац, Радун
- Др Острчил (1924), гробна скулптура, Праг-Олшани
- Портрет Здене Мастне (1927), скулптура
- Кенотаф (1930), Тешин (уништен)
- Заједнички и празнични дани (1933), бронза, галерија, Острава
- Томаш Масарик (1933), бронза, Музеј Шлеска, Опава
- Живот светиње (1936), циклус од десет рељефа, Света Хедвика, Опава
- Папа Павле VI(1967)

## Књиге
- Скано, Туниси, Словачка. (1932) [8]
- Хелена Железни-Шолц, Сцултрице. (1957) [9]
- Вајани молилац (1968) [10]
- Железни: портретна скулптура, 1917. до 1970. (1970) [11]
- Aus der Jugend einer Bildhauerin, Tagenbuchblätter aus den Jahren 1908–1917. (1972) [12] (Дневник младог вајара, странице од 1908. до 1917. године. )
- Драги моји ученици (1973) [6]
- Nachlese. (1974) [13] (Gleanings.)